# Esfahan

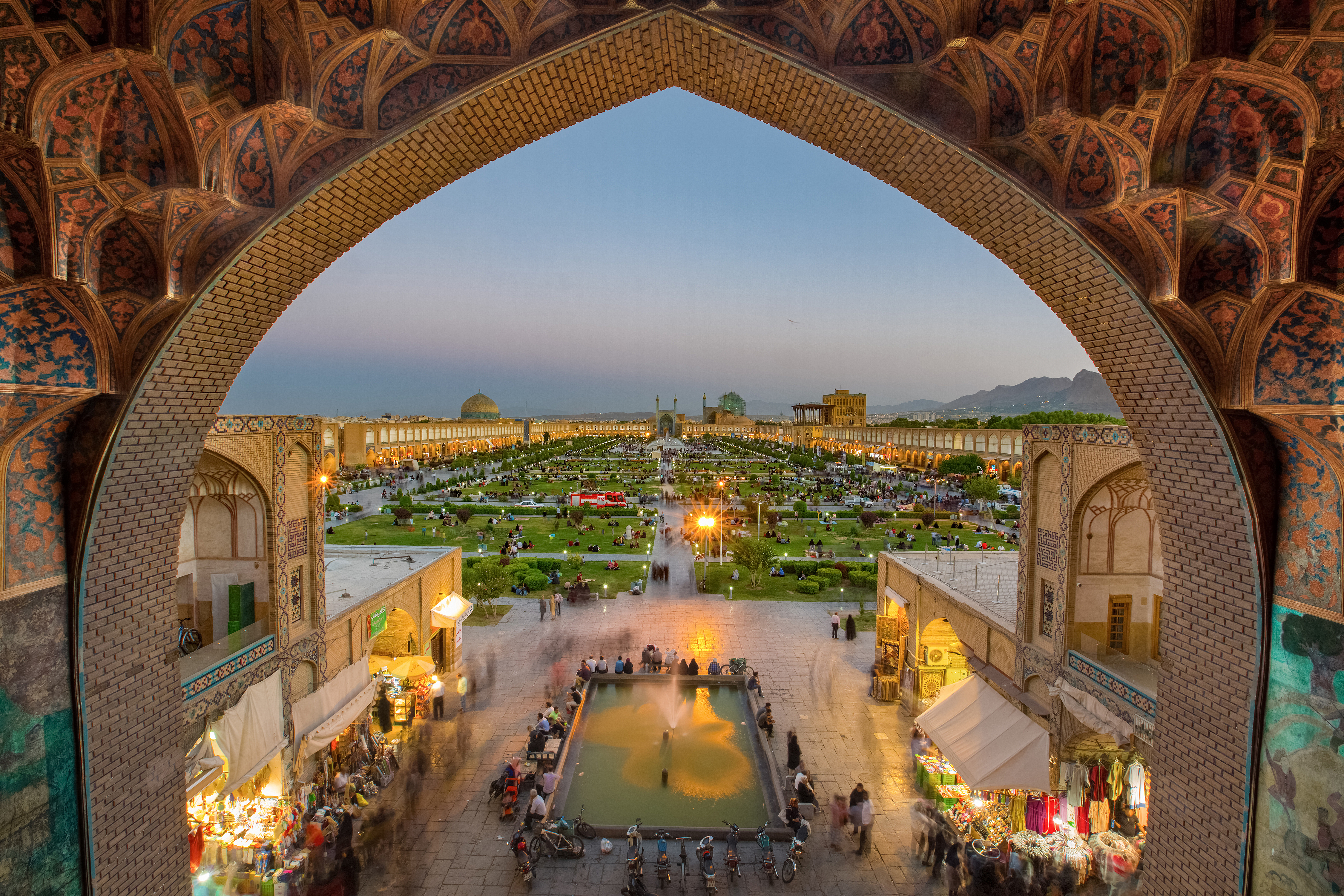
Plaça Naqsh-e Jahan

Esfahan (persa: اصفهان, Esfahān), a voltes també Isfahan o Ispahan, és una ciutat de l'Iran, situada 340 kilòmetres al sud de Teheran. És la capital de la província d'Esfahan i la tercera ciutat més gran del país, després de Teheran i Mashad. Esfahan té actualment una població de 1.583.609 habitants i l'àrea metropolitana, 3.430.353 el 2006 (2.540.000 habitants, el 2000). Aquesta àrea metropolitana inclou les ciutats de Najafabad, Khaneh Esfahan, Khomeini-shahr, Shahin-shahr, Zarrinshahr, Mobarakeh, Falavarjan i Fouladshahr. El nom de la ciutat vol dir ‘els Exèrcits'.

## La ciutat

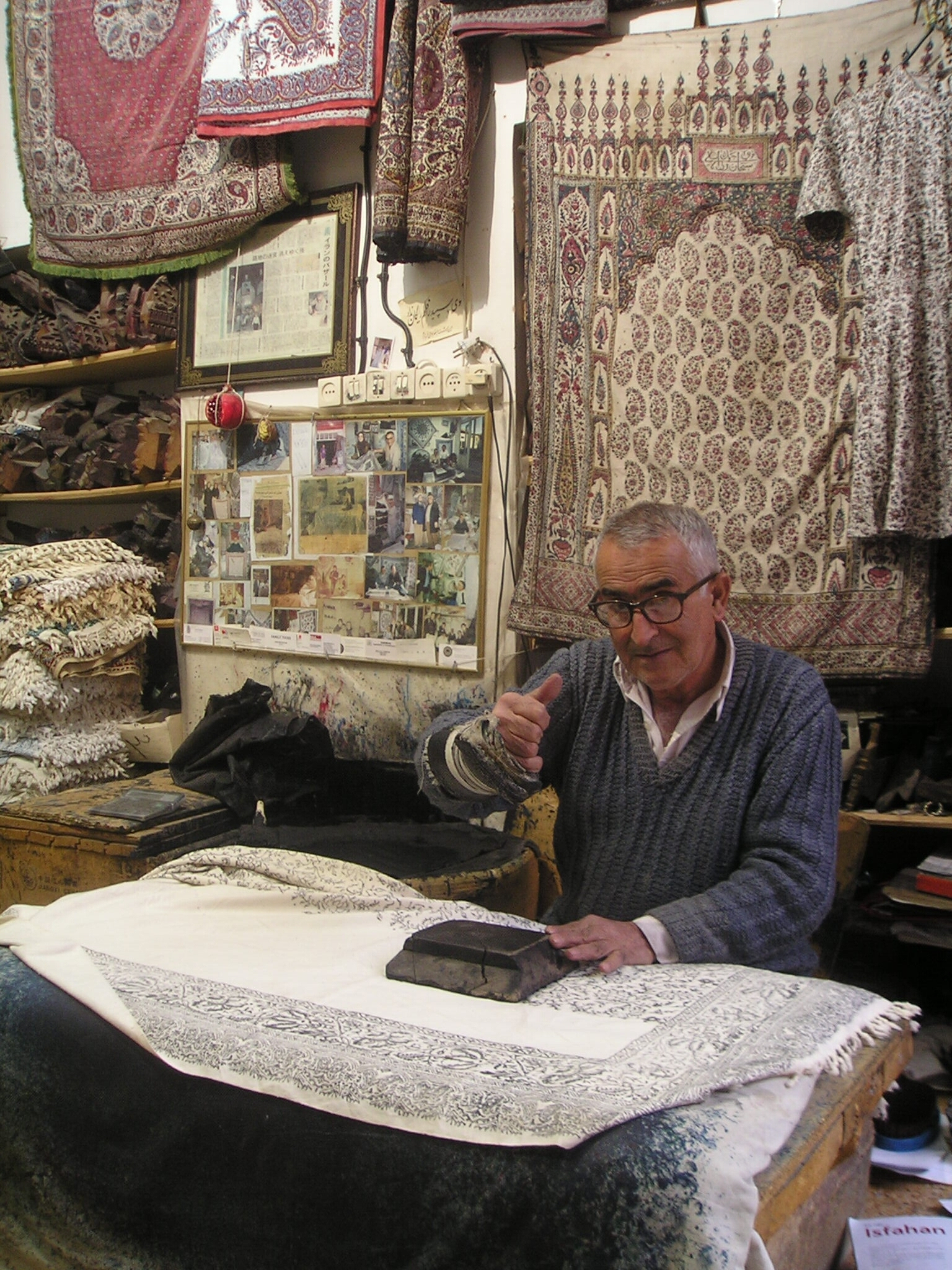
fabricació d'estores

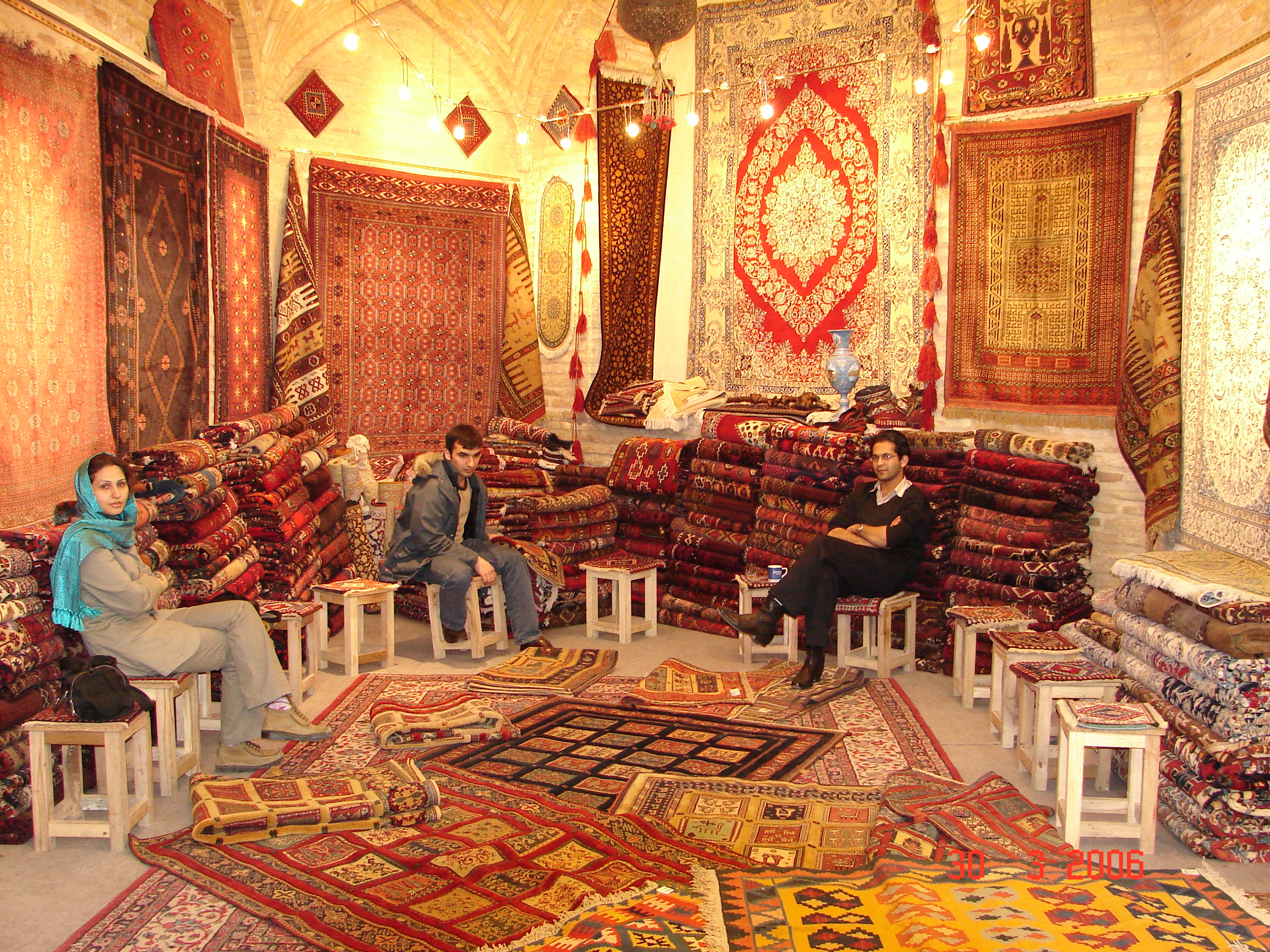
Estora al mercat

La Plaça de Naghsh-i Jahan va ser nomenada Patrimoni de la Humanitat per la UNESCO. La ciutat també compta amb una extensa varietat de llocs construïts durant els segles xviii i xix, on es pot apreciar notablement l'arquitectura islàmica.
La bellesa d'Esfahan inspirà al músic de jazz Duke Ellington i al seu col·laborador Billy Strayhorn, els quals van compondre una cançó amb el seu nom.
La ciutat està situada a 32° 38′ Nord i 51° 29′ Est, a la vall del riu Zayandeh Rud. Esfahan està situada a la principal serralada que travessa l'Iran, a 1.590 metres d'altitud.

## Clima
Esfahan té un clima àrid (Classificació de Köppen  BWk).
| Dades climàtiques a Esfahan (1961–1990, extremes 1951–2010) | Dades climàtiques a Esfahan (1961–1990, extremes 1951–2010) | Dades climàtiques a Esfahan (1961–1990, extremes 1951–2010) | Dades climàtiques a Esfahan (1961–1990, extremes 1951–2010) | Dades climàtiques a Esfahan (1961–1990, extremes 1951–2010) | Dades climàtiques a Esfahan (1961–1990, extremes 1951–2010) | Dades climàtiques a Esfahan (1961–1990, extremes 1951–2010) | Dades climàtiques a Esfahan (1961–1990, extremes 1951–2010) | Dades climàtiques a Esfahan (1961–1990, extremes 1951–2010) | Dades climàtiques a Esfahan (1961–1990, extremes 1951–2010) | Dades climàtiques a Esfahan (1961–1990, extremes 1951–2010) | Dades climàtiques a Esfahan (1961–1990, extremes 1951–2010) | Dades climàtiques a Esfahan (1961–1990, extremes 1951–2010) | Dades climàtiques a Esfahan (1961–1990, extremes 1951–2010) |
| Mes                                                         | gen                                                         | febr                                                        | març                                                        | abr                                                         | maig                                                        | juny                                                        | jul                                                         | ag                                                          | set                                                         | oct                                                         | nov                                                         | des                                                         | anual                                                       |
| ----------------------------------------------------------- | ----------------------------------------------------------- | ----------------------------------------------------------- | ----------------------------------------------------------- | ----------------------------------------------------------- | ----------------------------------------------------------- | ----------------------------------------------------------- | ----------------------------------------------------------- | ----------------------------------------------------------- | ----------------------------------------------------------- | ----------------------------------------------------------- | ----------------------------------------------------------- | ----------------------------------------------------------- | ----------------------------------------------------------- |
| Màxima rècord °C (°F)                                       | 20.4 (68.7)                                                 | 23.4 (74.1)                                                 | 29.0 (84.2)                                                 | 32.0 (89.6)                                                 | 37.6 (99.7)                                                 | 41.0 (105.8)                                                | 43.0 (109.4)                                                | 42.0 (107.6)                                                | 39.0 (102.2)                                                | 33.2 (91.8)                                                 | 26.8 (80.2)                                                 | 21.2 (70.2)                                                 | 43.0 (109.4)                                                |
| Màxima mitjana °C (°F)                                      | 8.8 (47.8)                                                  | 11.9 (53.4)                                                 | 16.8 (62.2)                                                 | 22.0 (71.6)                                                 | 28.0 (82.4)                                                 | 34.1 (93.4)                                                 | 36.4 (97.5)                                                 | 35.1 (95.2)                                                 | 31.2 (88.2)                                                 | 24.4 (75.9)                                                 | 16.9 (62.4)                                                 | 10.8 (51.4)                                                 | 23.0 (73.4)                                                 |
| Mitjana diària °C (°F)                                      | 2.7 (36.9)                                                  | 5.5 (41.9)                                                  | 10.4 (50.7)                                                 | 15.7 (60.3)                                                 | 21.3 (70.3)                                                 | 27.1 (80.8)                                                 | 29.4 (84.9)                                                 | 27.9 (82.2)                                                 | 23.5 (74.3)                                                 | 16.9 (62.4)                                                 | 9.9 (49.8)                                                  | 4.4 (39.9)                                                  | 16.2 (61.2)                                                 |
| Mínima mitjana °C (°F)                                      | −2.4 (27.7)                                                 | −0.2 (31.6)                                                 | 4.5 (40.1)                                                  | 9.4 (48.9)                                                  | 14.2 (57.6)                                                 | 19.1 (66.4)                                                 | 21.5 (70.7)                                                 | 19.8 (67.6)                                                 | 15.1 (59.2)                                                 | 9.3 (48.7)                                                  | 3.6 (38.5)                                                  | −0.9 (30.4)                                                 | 9.4 (48.9)                                                  |
| Mínima rècord °C (°F)                                       | −19.4 (−2.9)                                                | −12.2 (10)                                                  | −8 (18)                                                     | −4 (25)                                                     | 4.5 (40.1)                                                  | 10.0 (50)                                                   | 13.0 (55.4)                                                 | 11.0 (51.8)                                                 | 5.0 (41)                                                    | 0.0 (32)                                                    | −8 (18)                                                     | −13 (9)                                                     | −19.4 (−2.9)                                                |
| Precipitació mitjana mm (polzades)                          | 17.1 (0.673)                                                | 14.1 (0.555)                                                | 18.2 (0.717)                                                | 19.2 (0.756)                                                | 8.8 (0.346)                                                 | 0.6 (0.024)                                                 | 0.7 (0.028)                                                 | 0.2 (0.008)                                                 | 0.0 (0)                                                     | 4.1 (0.161)                                                 | 9.9 (0.39)                                                  | 19.6 (0.772)                                                | 112.5 (4.429)                                               |
| Mitjana de dies de precipitació (≥ 1.0 mm)                  | 4.0                                                         | 2.9                                                         | 3.8                                                         | 3.5                                                         | 2.0                                                         | 0.2                                                         | 0.3                                                         | 0.1                                                         | 0.0                                                         | 0.8                                                         | 2.2                                                         | 3.7                                                         | 23.5                                                        |
| Mitjana de dies de neu                                      | 3.2                                                         | 1.7                                                         | 0.7                                                         | 0.1                                                         | 0.0                                                         | 0.0                                                         | 0.0                                                         | 0.0                                                         | 0.0                                                         | 0.0                                                         | 0.2                                                         | 1.9                                                         | 7.8                                                         |
| Humitat relativa mitjana (%)                                | 60                                                          | 51                                                          | 43                                                          | 39                                                          | 33                                                          | 23                                                          | 23                                                          | 24                                                          | 26                                                          | 36                                                          | 48                                                          | 57                                                          | 39                                                          |
| Mitjana mensual d'hores de sol                              | 205.3                                                       | 213.3                                                       | 242.1                                                       | 244.5                                                       | 301.3                                                       | 345.4                                                       | 347.6                                                       | 331.2                                                       | 311.6                                                       | 276.5                                                       | 226.1                                                       | 207.6                                                       | 3.252,5                                                     |
| Font #1: NOAA                                               |                                                             |                                                             |                                                             |                                                             |                                                             |                                                             |                                                             |                                                             |                                                             |                                                             |                                                             |                                                             |                                                             |
| Font #2: Iran Meteorological Organization (records)         |                                                             |                                                             |                                                             |                                                             |                                                             |                                                             |                                                             |                                                             |                                                             |                                                             |                                                             |                                                             |                                                             |

## Història

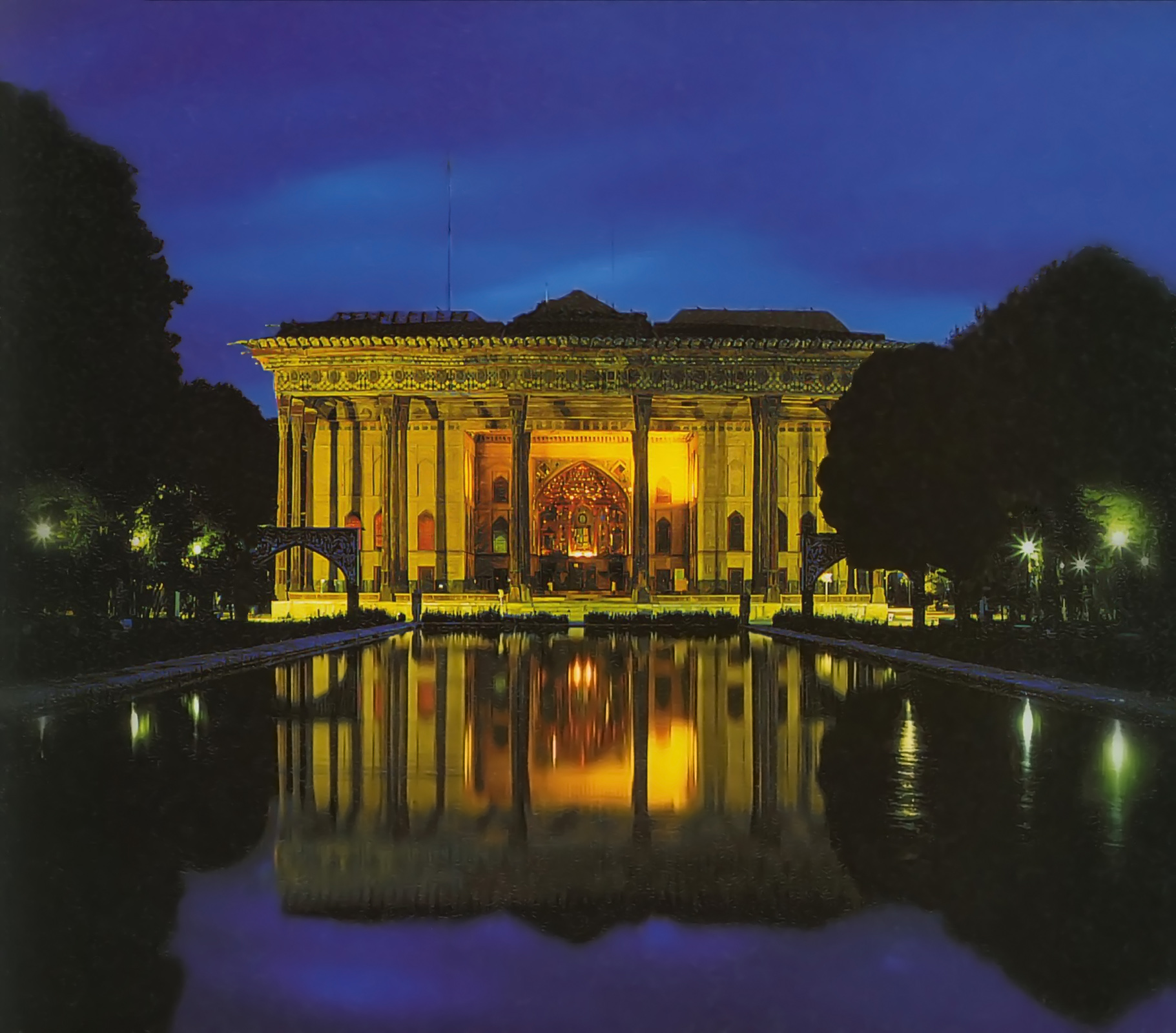
Chehel Sotoon

El territori d'Esfahan fou part del regne d'Elam. Després fou una de les principals ciutats de Mèdia amb el nom d'Aspandana. Dels medes va passar als perses aquemènides, d'aquestos als grecs macedonis sota Alexandre el Gran, i després fou part del regne asiàtic d'Antígon el Borni i de Seleuc i l'Imperi Selèucida; dels selèucides va passar a mans dels parts arsàcides i fou el centre d'una important província. Els arsàcides foren eliminats pels perses sassànides. Sota els sassànides la ciutat es deia Djay. Va passar als àrabs entre 641 i 644 segons les fonts.
Sota els governadors califals va destacar la dinastia dulàfida. Al segle X fou possessió el 912 del daylamita Ali ibn Wahsudan, que va rebre el govern d'Esfahan i Fars. El 913 el samànida Ahmad II ben Ismail (907-914) hi va fer reconèixer la seva autoritat però per poc temps i després de la seva mort (914) va passar a una sèrie de governadors abbàssides que van seguir gaudint d'àmplia autonomia.
El 927/928 la va ocupar Mardawidj ibn Ziyar que hi va deixar com a governador a Ahmad ibn Kayghulugh; el 931 la va perdre davant el daylamita Lashkari, però Ahmad la va reconquerir i va matar Lashkari. El califa hi va nomenar governador Muzaffar ibn Yakut que no va poder prendre possessió i Mardawidj hi ha instal·lar un forta guarnició (932). Poc després el califa al-Qàhir va escriure a Mardawidj i li va proposar el seu reconeixement com a governador de Rayy i Djibal (Qazwin i Qom) a canvi d'evacuar Esfahan, cosa que fou acceptada i el califa va enviar com a governador a Muhammad ibn Yakut, que va poder entrar pacíficament a la ciutat.
L'any següent el cap militar daylamita Ali ibn Buya (conegut després a la història com Imad al-Dawla), governador de Karadj, que havia reunit una tropa important i moltes riqueses arrabassades als khurramites, en saber que Mardawidj planejava el seu assassinat, va marxar cap a Esfahan que ara ja estava dominada per Yakut, governador abbàssida; les forces d'aquest eren superiors en nombre a les d'Ali però a l'hora de la lluita van desertar. Esfahan fou breument ocupada però Yakub va refusar rendir-se i en acostar-se les forces de Mardawidj, Ali va haver d'evacuar la ciutat que va passar provisionalment a mans de Mardawidj. La deposició poc després del califa al-Qàhir va permetre a Mardawidj conservar Esfahan.

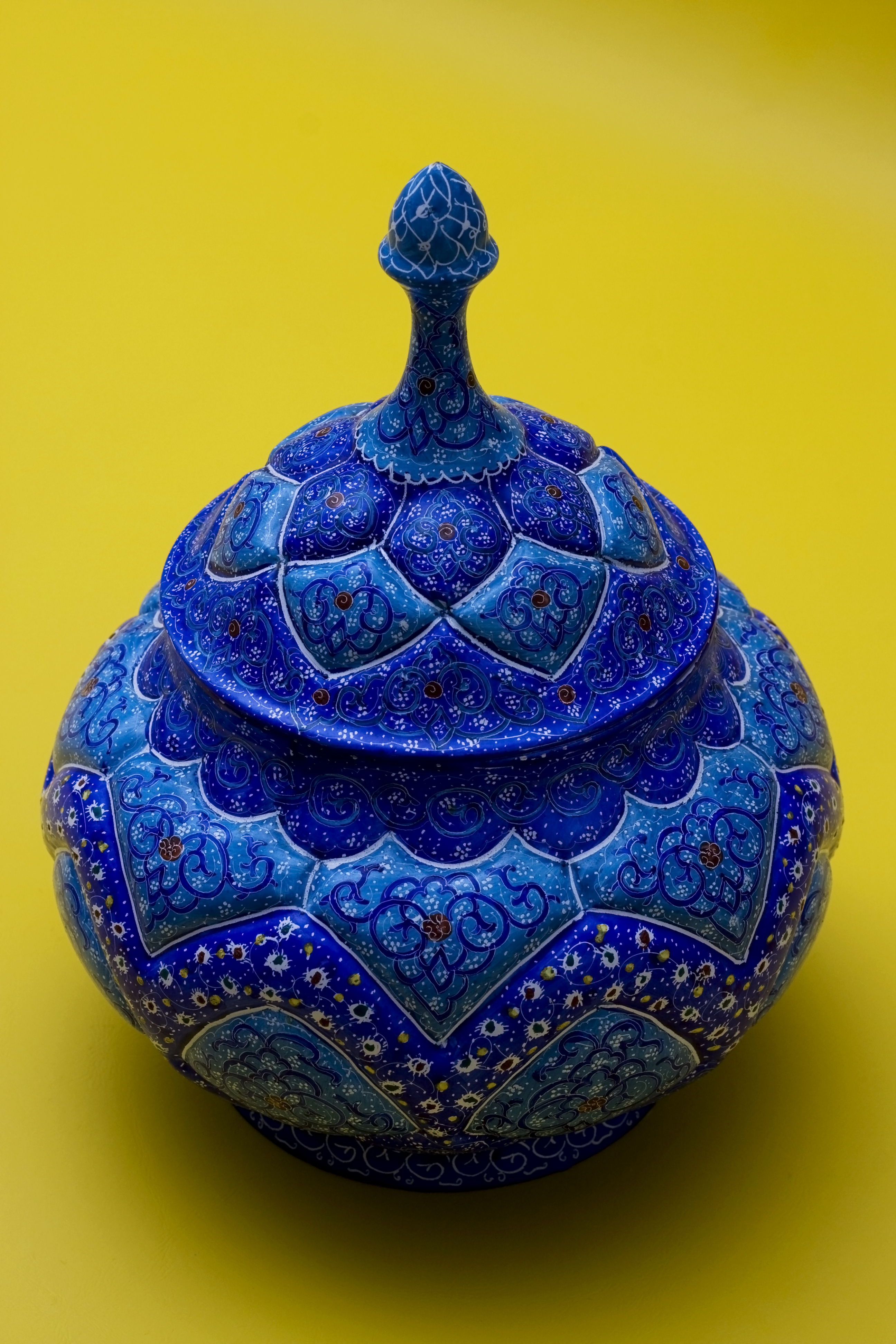
Objectes treballats

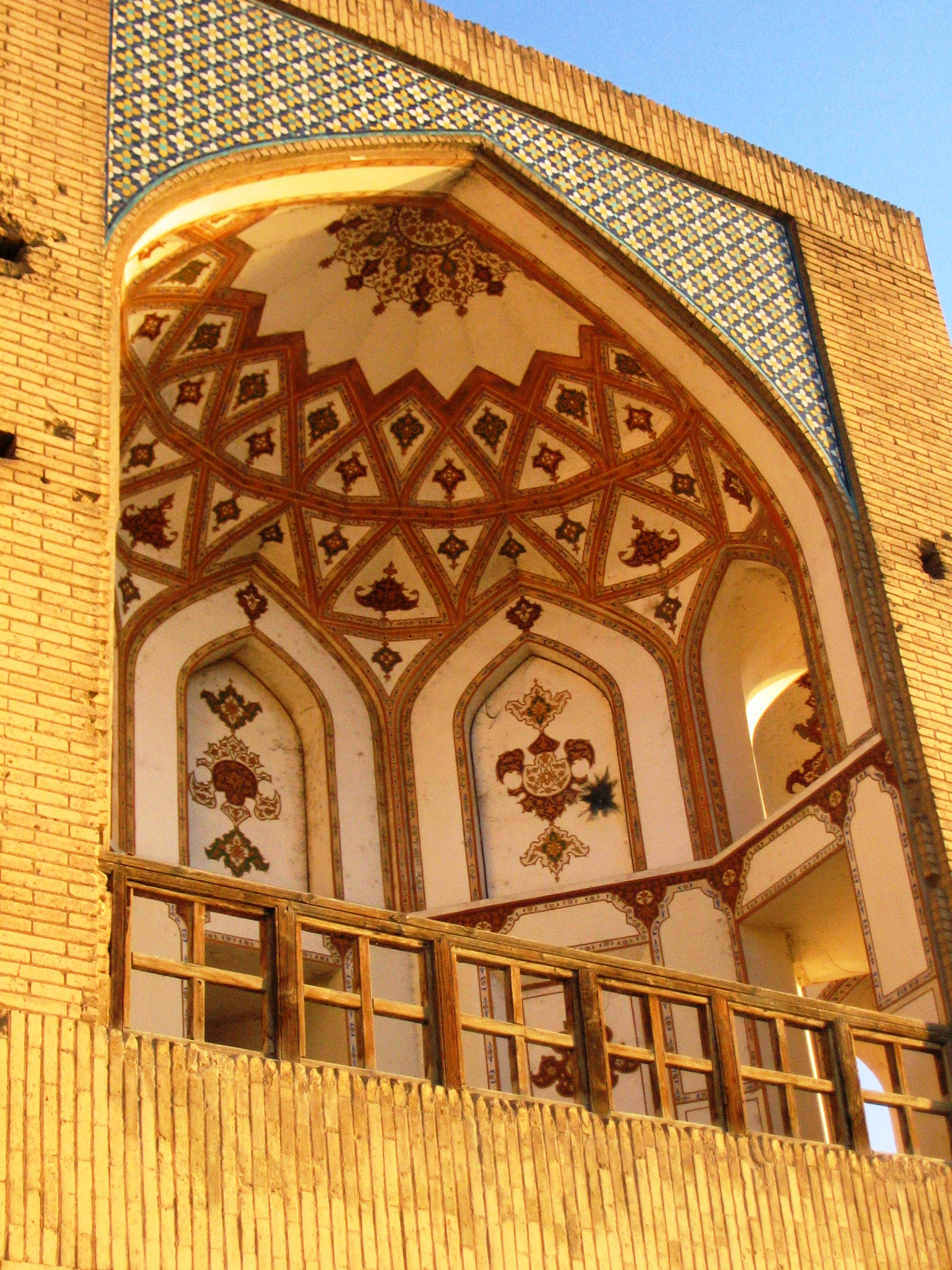
Detall del pont Khaju

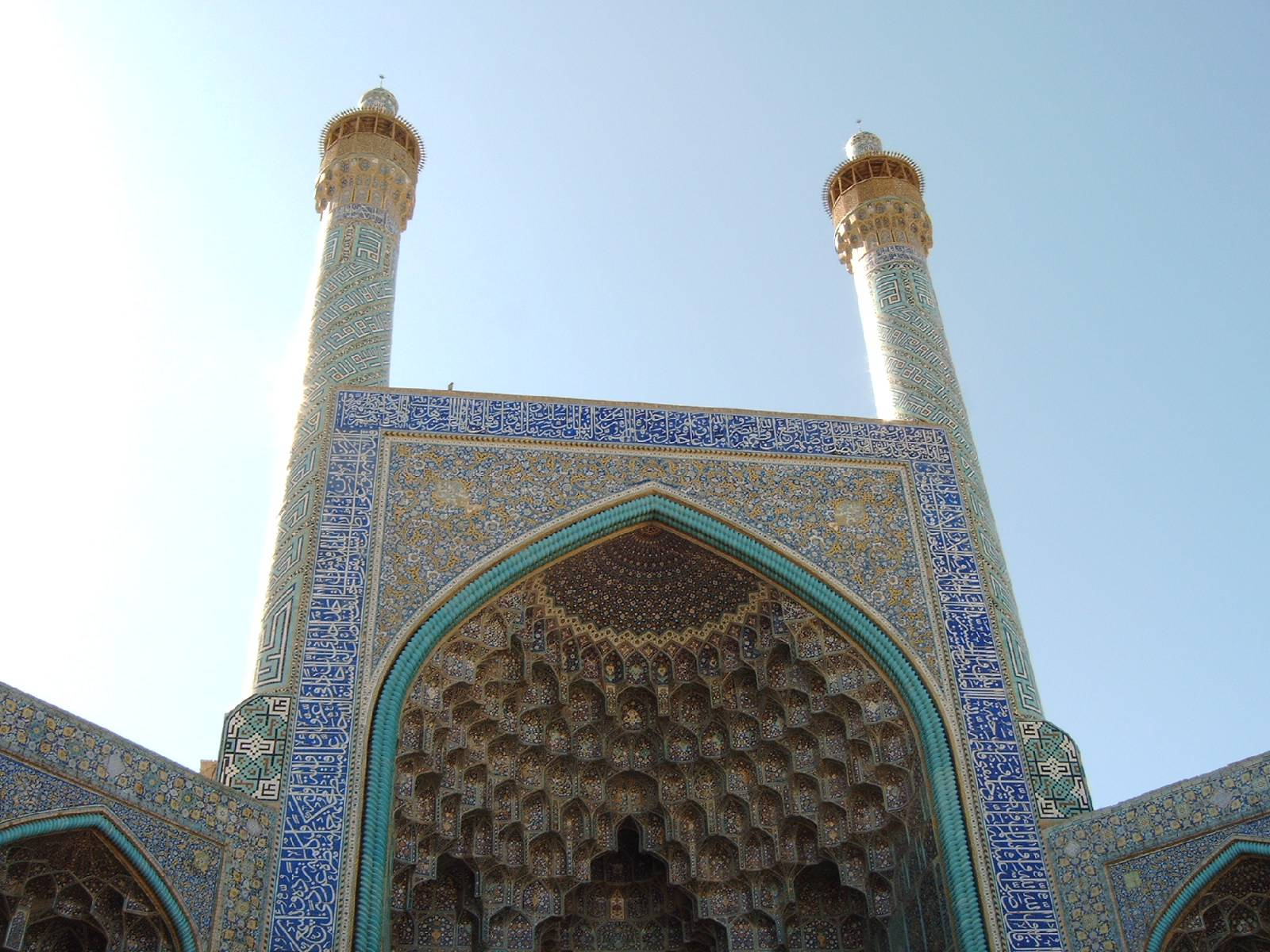
Mesquita del Shah (safàvida)

Assassinat Mardawidj el 935 per les tropes turques, Imad al-Dawla va enviar al seu germà Hasan (conegut després com a Rukn al-Dawla) a Esfahan (936); els ziyàrides dirigits per Wuixamguir ibn Ziyar (germà de Mardawidj), ocupats lluitant contra els samànides, van oposar mínima resistència a Esfahan, que fou ocupada, però diversos conflictes en les forces buwàyhides i un contraatac de Wuixamguir, van obligar Rukn al-Dawla a evacuar el 939 la ciutat, que va quedar en mans del ziyàrida. Rukn al-Dawla va passar aviat a l'ofensiva i va reconquerir Esfahan (940) i després de derrotar a Wuixamguir en una batalla, va entrar a Rayy (que els ziyàrides havien arrabassat als samànides). Hasan (Rukn al-Dawla) va governar a Esfahan fins a la seva mort el 976.
Mort Rukn al-Dawla va passar al seu fill Muayid-ad-Dawla (976-984) sota l'autoritat del cap de família, el seu germà gran Àdud-ad-Dawla. El seu germà Fakhr al-Dawla va governar Esfahan (984-997) i a la seva mort el 997 el va succeir el seu fill de quatre anys Madjid al-Dawla que va governar sota tutela de la seva mare. El 1007 Abu Djafar Muhammad ibn Dushmanziyar, conegut pel seu làqab d'Ala al-Dawla, l'oncle de la regent, fou nomenat governador, i va administrar Esfahan de manera intermitent fins a la seva mort el 1041/1042.
A la mort d'Ala al-Dawla el va succeir el seu fill Fararmuz ibn Muhammad (1041/1042) i a l'any següent (1042/1043) el seljúcida Toghril Beg I, va avançar cap a Esfahan i va rebre tribut de Fararmaz però quan es va retirar li va retirar; Toghrul va retornar el 1046/1047 i Fararmuz es va tornar a sotmetre en les mateixes condicions que abans i altra vegada quan Toghrul va marxar el va desconèixer. Toghrul va retornar per tercera vegada el 1050 i va assetjar Esfahan que va capitular al cap d'un any (maig del 1051).
La ciutat va prosperar i Toghrul hi va instal·lar la seva capital (fins aleshores a Rayy) i va restar la capital dels gran seljúcides. Esfahan fou la capital seljúcida fins al 1118, però després, amb Sandjar, el centre de l'imperi es va desplaçar al Gran Khorasan i Esfahan va quedar en mans dels seljúcides de l'Iraq i els seus atabeks.
El 1194 Esfahan va ser conquerida pel xa de Coràsmia. El 1226 s'hi van acostar els mongols però foren derrotats rebutjats el 1228 per Djalal al-Din xa de Coràsmia. El 1230 Ogodei va enviar a Pèrsia un exèrcit de 30.000 homes per combatre els corasmis, i va posar al seu front al general Tchormaghan (també Tchormaqan) que va obligar a fugir a Djalal al-Din Manguberti, que generalment vivia a Tabriz. Esfahan no va caure en mans dels mongols fins al 1240/1241 quan els defensors de la ciutat es van passar als mongols. Va restar sota els governadors mongols de Pèrsia fins al 1256 quan es va establir la dinastia il-kànida.
Mort Abu Said Bahadur Khan el 1335, el 1336 Esfahan va caure en mans dels Cobànides fins al 1340/1341 o 1341/1342 quan fou concedida al indjúida Abu Ishak Djamal al-Din que la va perdre el 1357 davant els muzaffàrides, que van tenir un govern beneficiós per Esfahan.
El 1388 Tamerlà va marxar contra la ciutat i hi va matar més de seixanta mil ciutadans. Sota els timúrides que van succeir a Tamerlà, Esfahan difícilment es va aixecar del cop que havia patit. El 1452 fou ocupada per Jahan-Xah dels qara qoyunlu que a l'any següent la va saquejar; després va passar als aq qoyunlu que tenien el centre a l'Azerbaidjan.
El 1502/1503 va caure en mans d'Ismail Shah el primer xa safàvida. El 1598 Abd Al·lah ibn Iskandar, el kan uzbek dels xibànides de Kanat de Bukharà va morir i la dinastia va entrar en conflictes interns i Abbas I el Gran després de derrotar els uzbeks a la batalla d'Herat l'agost de 1598 reconquerint Herat i entrant a Mashad, va traslladar la capital de l'Imperi Safàvida de Qazwin a Esfahan.
Els afganesos revoltats van envair l'Iran central i després de la decisiva victòria de Gulnabad, prop d'Esfahan, van ocupar aquesta ciutat el 1722. Nadir Shah va derrotar els afganesos a Murčakhwart i va entrar a Esfahan el 1729, restaurant nominalment al safàvida Tahmasp II. Nadir Khan es va coronar com a xa el 1736 (Nadir Shah) i va traslladar la capital a Mashad.
Mort Nadir el 1747, a Esfahan van governar junts breument Alí Mardan, Karim Khan Zand i Abu l-Fath Bakhtiyari però el darrer fou assassinat pel primer que el 1751/1752 fou expulsat per Karim Khan, que va posar al govern al seu germà Sadik Khan Zand. El 1768/1769 Karim Khan va recuperar el control de la ciutat.
Agha Muhàmmad Khan Qajar hi va nomenar governador el 1775/1776 i en endavant va estar sota domini qadjar. El 1874 fou nomenat governador Zill al-Sultan i el 1881 ja havia esdevingut senyor de gran part de Pèrsia meridional, amb un govern dur i autocràtic que no deixava cap marge a les dissidències; si va anar malament per les persones, va ser bo per la ciutat que va prosperar i va augmentar el nombre d'habitants i al cens del 1882 eren 73.654 habitants. Zill va perdre tots els seus governs el 1888 excepte el d'Esfahan.
La ciutat fou una de les capdavanteres en la revolució constitucional de 1909. Posteriorment va prosperar lentament fins a la segona meitat del segle xx quan va començar un creixement espectacular econòmic i social que l'ha convertida en la tercera ciutat del país. En la revolució islàmica la major part de la població va donar suport a l'aiatol·là Khomeini.

## Llocs interessants

### Places i carrers

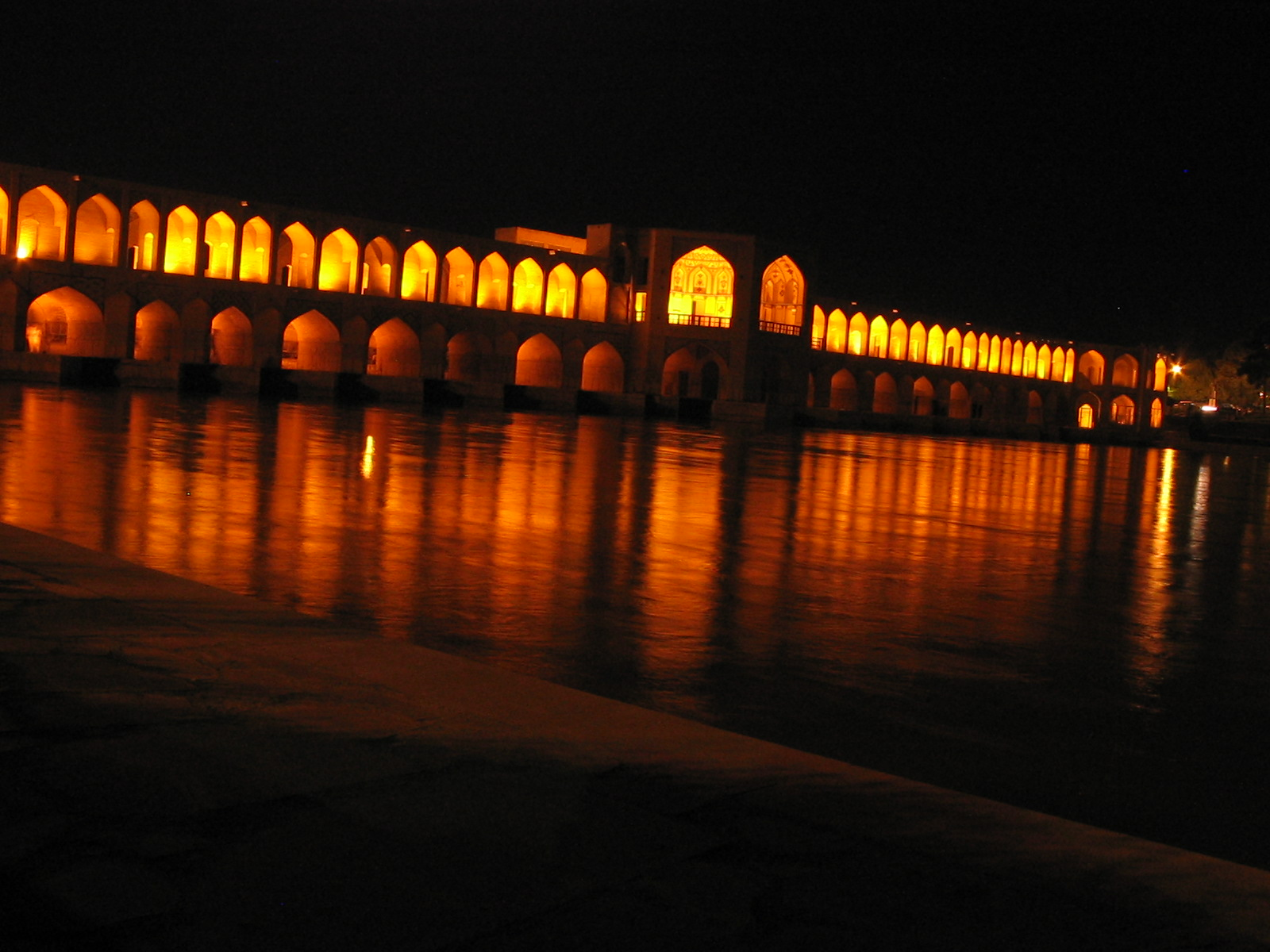
Pont Khaju

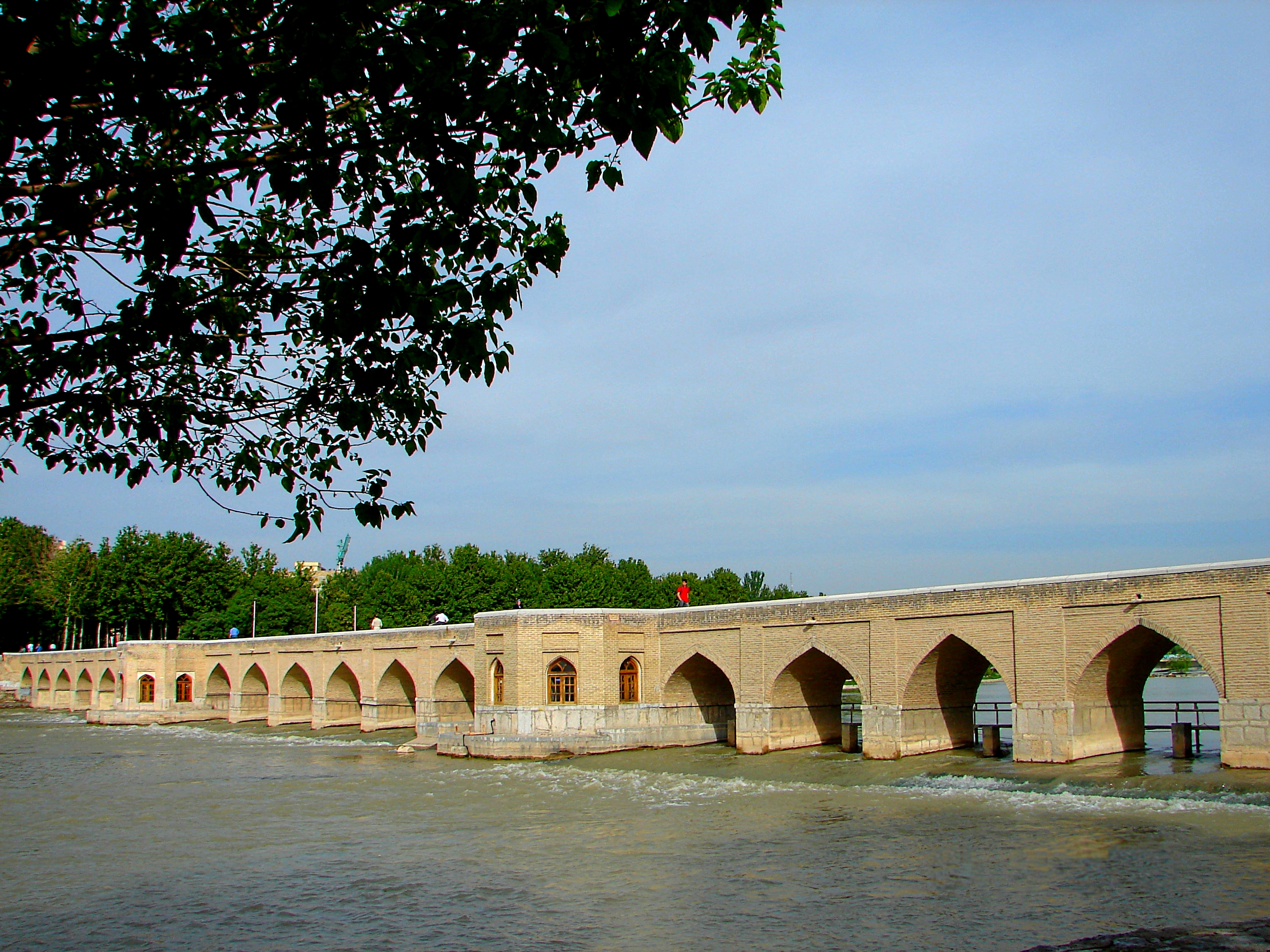
Choobi

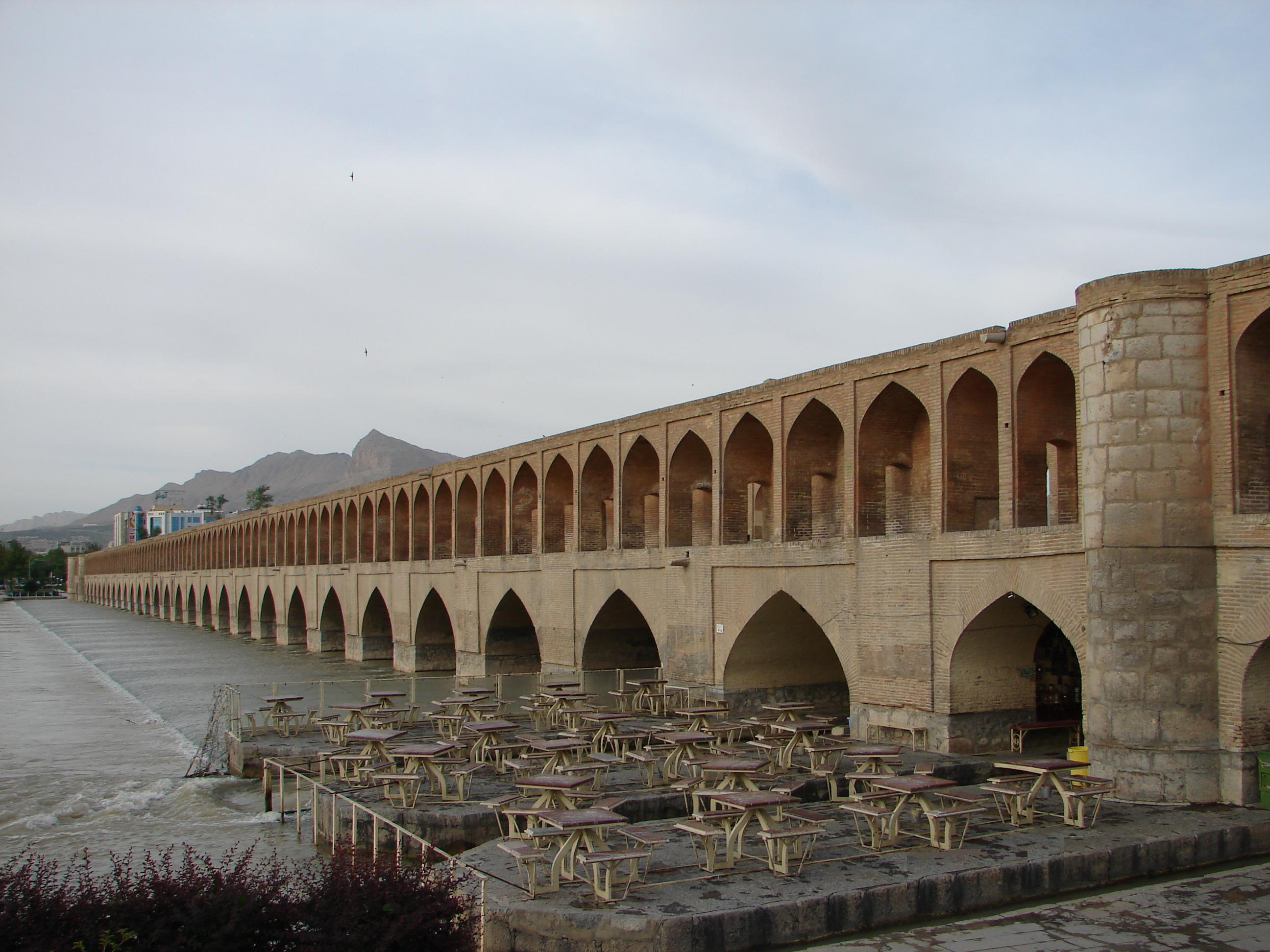
Si-o-seh pol

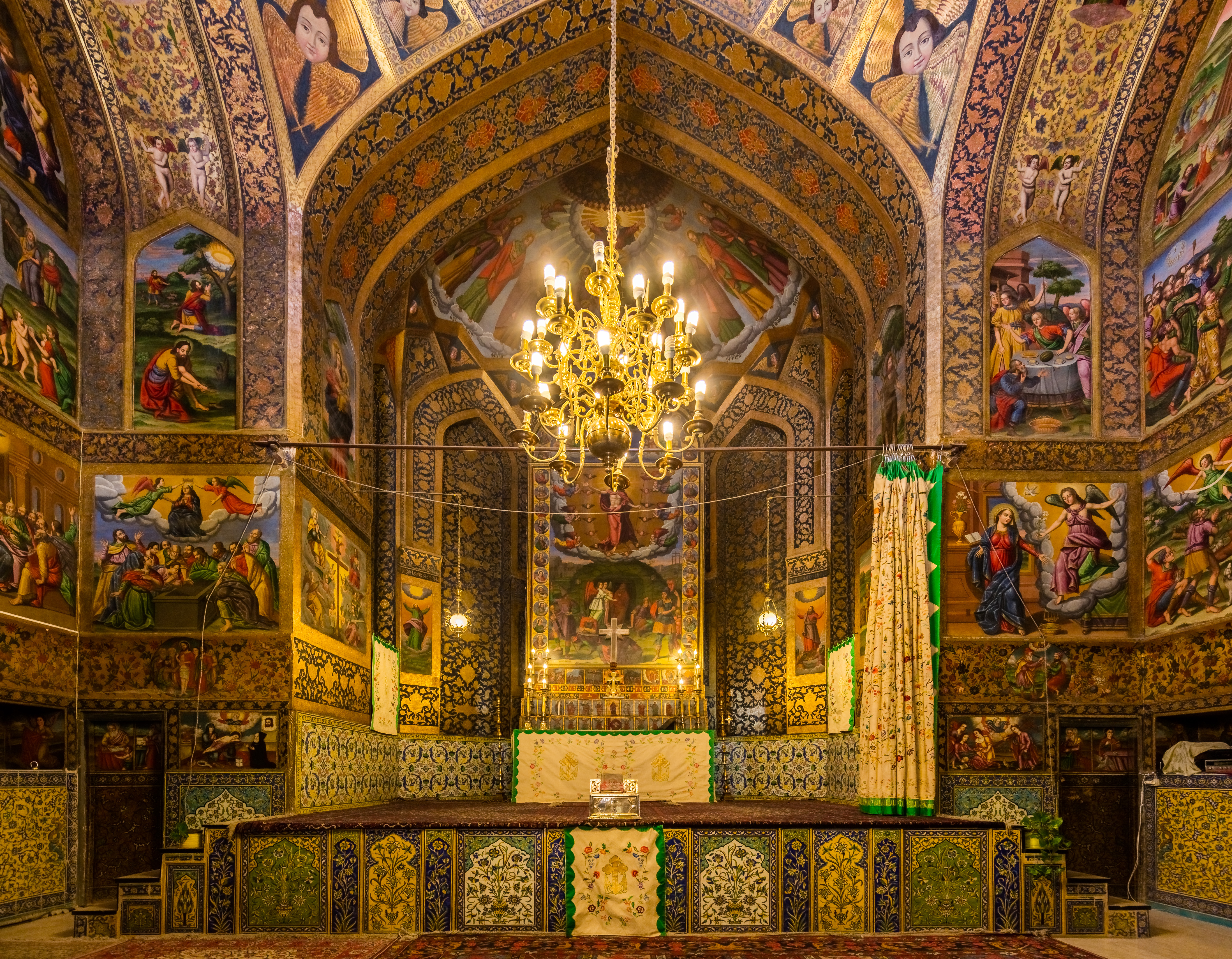
Catedral de Vank

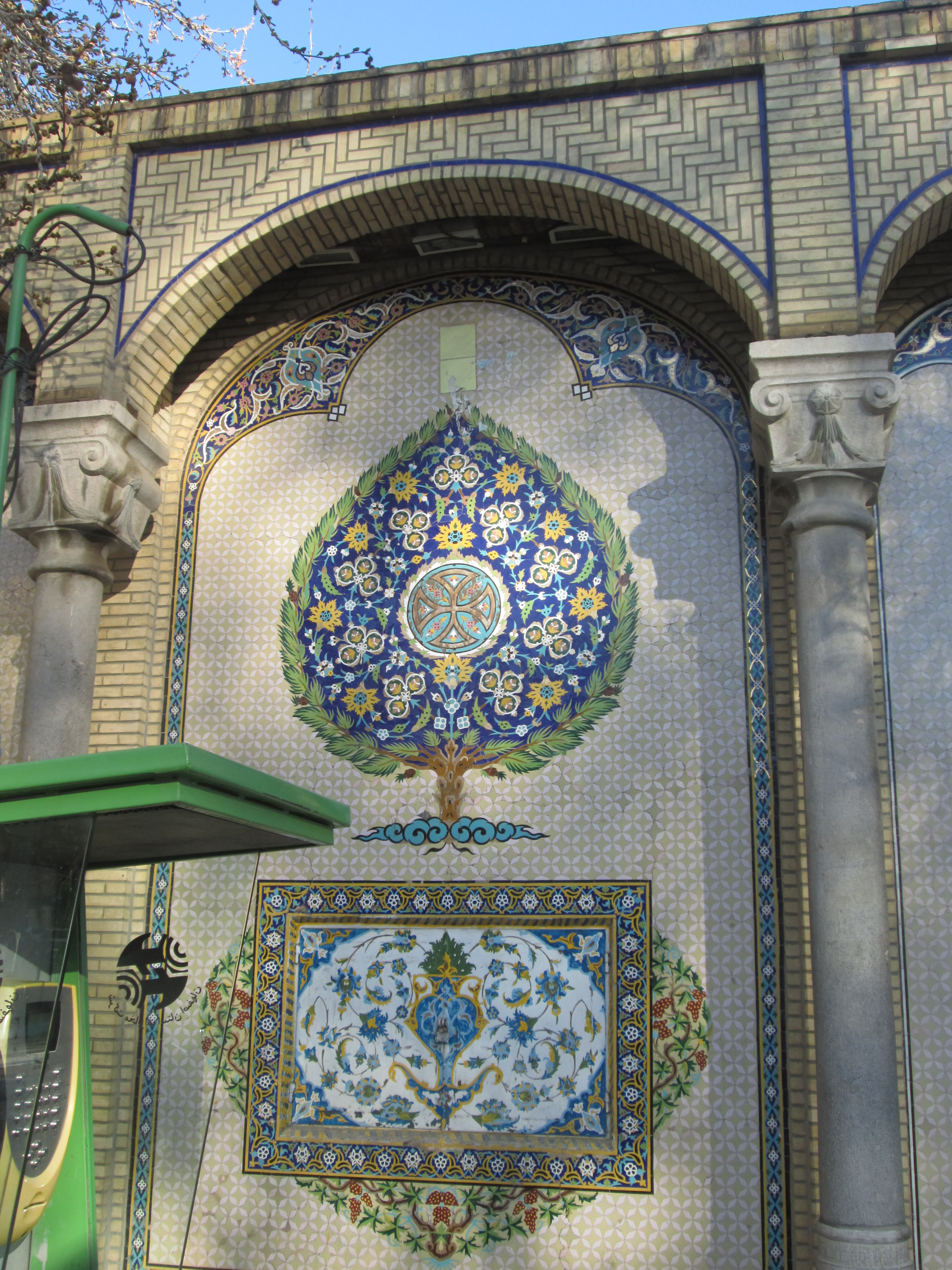
Hospital cristià

- Plaça de Naghsh-i Jahan o plaça del Xa o Plaça de l'imam, de 1602.
- Meydan Kohne, o Plaça Vella
- Plaça Shahshahan
- Avinguda Chaharbagh de 1596
- Avinguda Chaharbagh-e-khajou

### Palaus
- Palau Reial d'Ali Qapu, segle XVII
- Talar Ashraf (Palau d'Ashraf) de 1650.
- Hasht Behesht (Palau dels 8 Paradisos) de 1669.
- Chehel Sotoun (Palau de les 40 columnes) de 1647.

### Madrasses
- Sadr.
- Madreseye Shah (Escola Chahar Bagh)
- Madreseye Khajoo.

### Mesquites
- Mesquita del Xa
- Mesquita Sheikh Lotf Allah
- Mesquita aljama[11]

### Estacions de Caravanes
- Carvanserai del Xa

### Basars
- Gran Bazaar
- Shahi Bazaar

### Ponts
El riu Zayandeh, que neix a les muntanyes Zagros corre a l'oest i creua Esfahan seguint cap al desert de Kavir, i a la ciutat nombrosos ponts travessen el riu, entre els quals:
- Pol-e Shahrestan, el més antic del segle xi o XII
- Pol-e Khaju de 1650, té 123 metres de llarg i 24 arcs
- Pol-e Jubi
- Si-o-Seh Pol (33 Pol), amb 33 arcs, de 1602
- Pont de Marnan
- Pol-e-Joui o Choobi

### Esglésies i catedrals
- Catedral de Vank, segle XVII
- Kelisaye Maryam (Església de Màryam).

### Banys (Hammams)
- Khosro Agha
- Ali Gholi Agha
- Khajouha
- Shahzadeha
- Bigdeli
- Sheikh Bahaei

### Cases i altres llocs
- Atashgah d'Esfahan, antic temple del foc.
- Buqe'h-ye Ibn-Sina (Volta d'Avicenna), segle xii.
- Tombes de Nizam al-Mulk & Malek Shah - segles XII i XVIII
- Nova Julfa, barri armeni.
- Casa de banys de Sheikh Bahai.
- Torres dels Coloms del segle XVII
- Manar Jonban, minaret

### Art
Esfahan fou un centre de producció d'estores; la fabricació va disminuir del 1725 al 1920 quan es va recuperar en quantitat i qualitat. Els dissenys de les estores són de vegades obres d'art.

## Personatges il·lustres
- Abd-ar-Rahman as-Sufí (903-968), astrònom, descobridor de la Gran galàxia d'Andròmeda
- Hamidi (1427-1485) fou un poeta otomà a la cort de Mehmet II el Conqueridor.
- Ahmad Hatif, poeta del segle xvii.
- Mirza Nazim al-Dawla Malkom Khan.
- Paradise Sorouri

## Ciutats agermanades
- Catalunya, Barcelona
- Rússia, Sant Petersburg
- Itàlia, Florència
- Turquia, Istanbul
- Alemanya, Friburg de Brisgòvia
- Egipte, El Caire
- Romania, Iaşi
- Armènia, Yerevan
- Malàisia, Kuala Lumpur